# دانکن کیت
دانکن کیت (انگلیسی: Duncan Keith؛ زادهٔ ۱۶ ژوئیهٔ ۱۹۸۳) بازیکن هاکی روی یخ اهل کانادا است.
وی همچنین برندهٔ جوایزی همچون جام استنلی شده‌است.